# Place du Lieutenant-Aubert
La place du Lieutenant-Aubert est une voie publique de la commune française de Rouen.

## Situation et accès
Elle est située à l'extrémité ouest de la rue Eau-de-Robec.
Rues adjacentes
- Rue des Boucheries-Saint-Ouen
- Rue Eau-de-Robec
- Rue d'Amiens
- Rue du Rosier
- Rue Damiette
- Rue du Père-Adam
- Rue du Petit Mouton

Une station de vélos en libre-service Lovélo y est présente.

## Origine du nom
Le lieutenant des sapeurs pompiers Roger Aubert (1903-1944), animateur d'un réseau de résistance, fut fusillé par les Allemands à Chenoise le 23 août 1944,.

## Historique
C'est après la construction par les moines de Saint-Ouen en 1385 d'un pont entre la boucherie et la place qui précède la rue Damiette que celle-ci prend le nom de place du Pont-de-Robec. Ce pont est indiqué sur les plans en 1655 et 1724.
On y célébrait au Moyen Âge la fête des Cornards ou Conards, fête à la gloire des cocus qui s'ornaient d'un bonnet avec des cornes.
Elle prend avant 1870 le nom de place de l'Eau-de-Robec, avant de devenir en 1945 place du Lieutenant-Aubert.
Cette place, piétonne au sud de la rue d'Amiens, accueille une fontaine en son cœur.

## Bâtiments remarquables et lieux de mémoire
- n°16 : maison, inscrite (1958)[6]

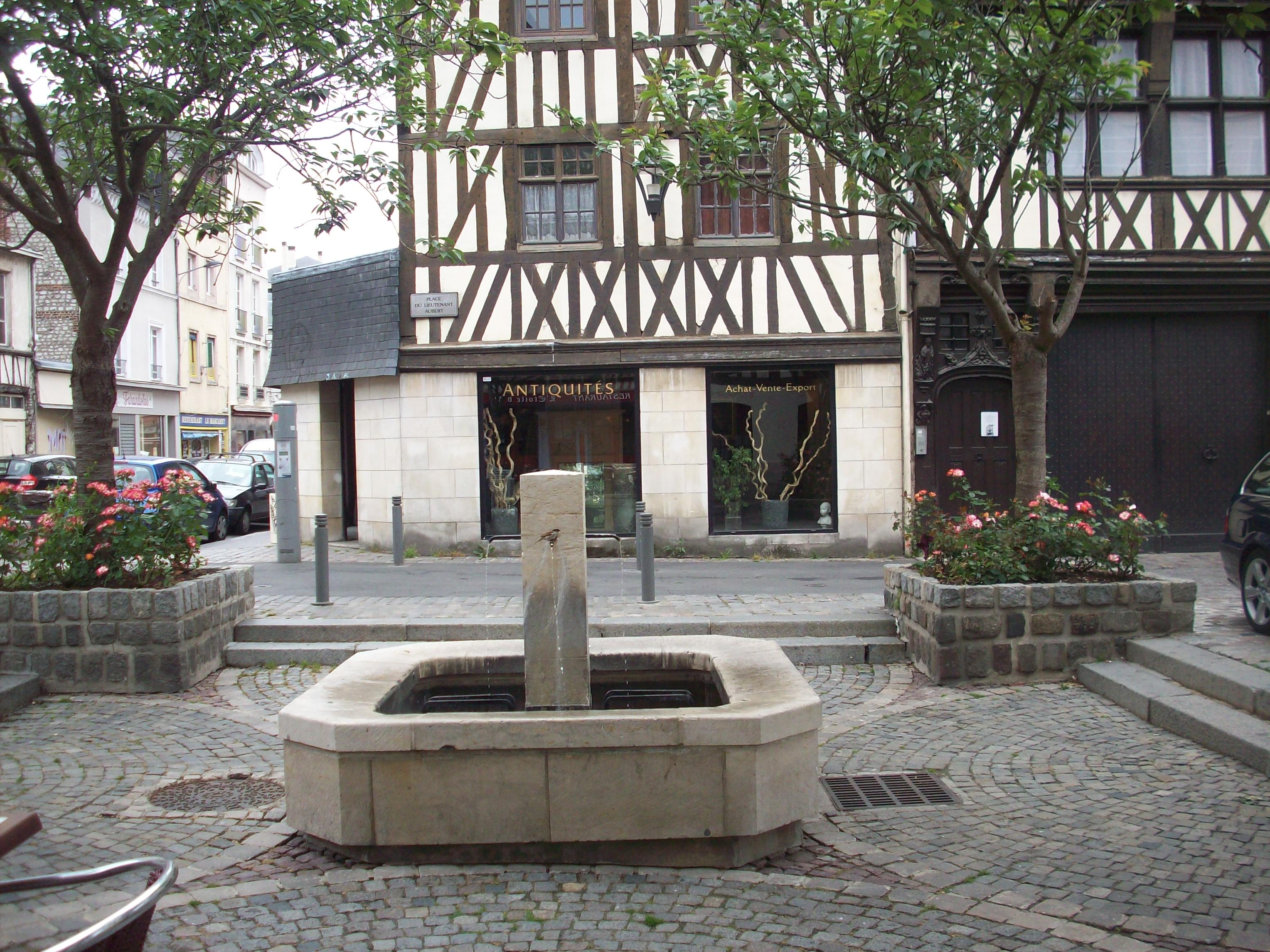
La fontaine de la place.
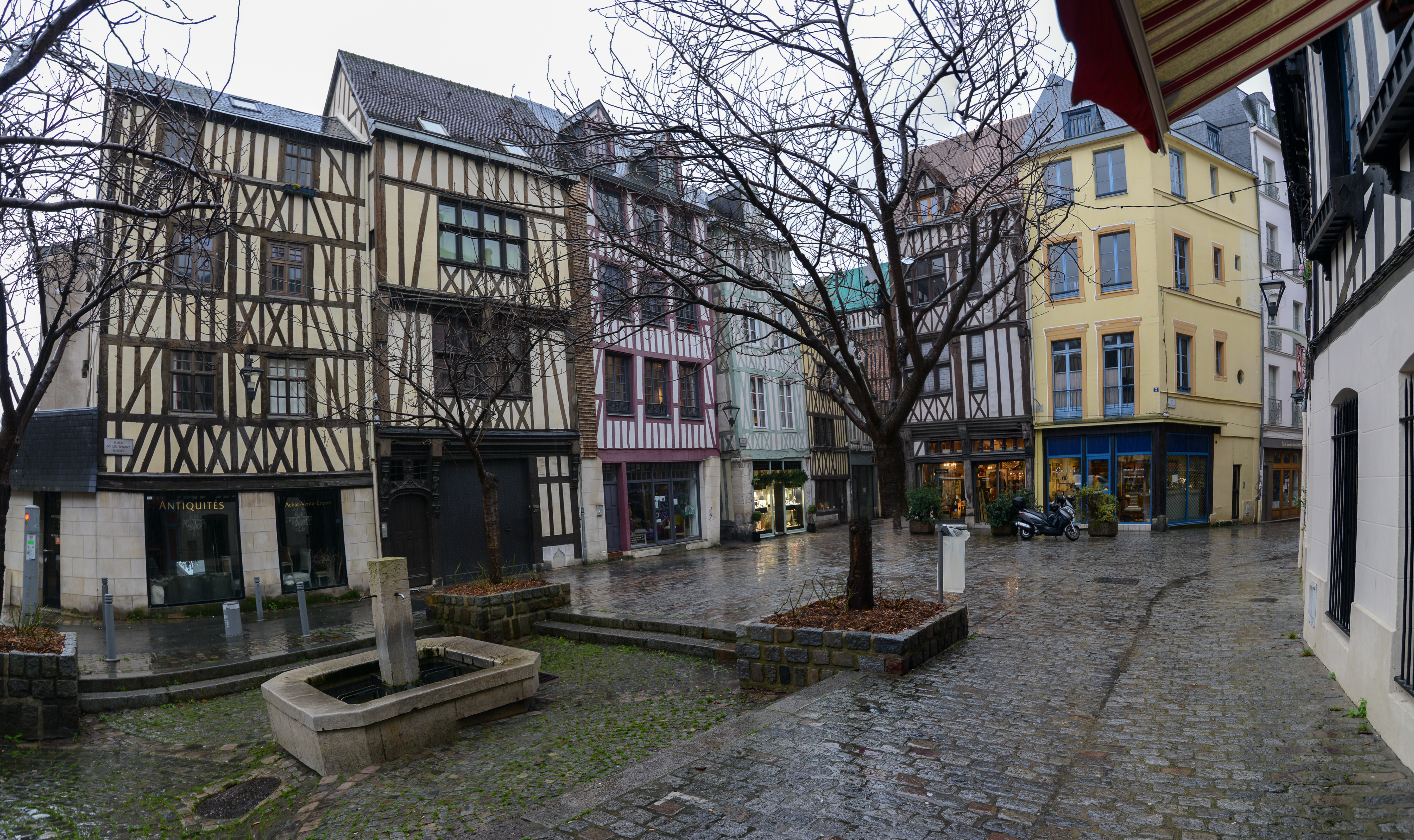
Vue générale de la place.
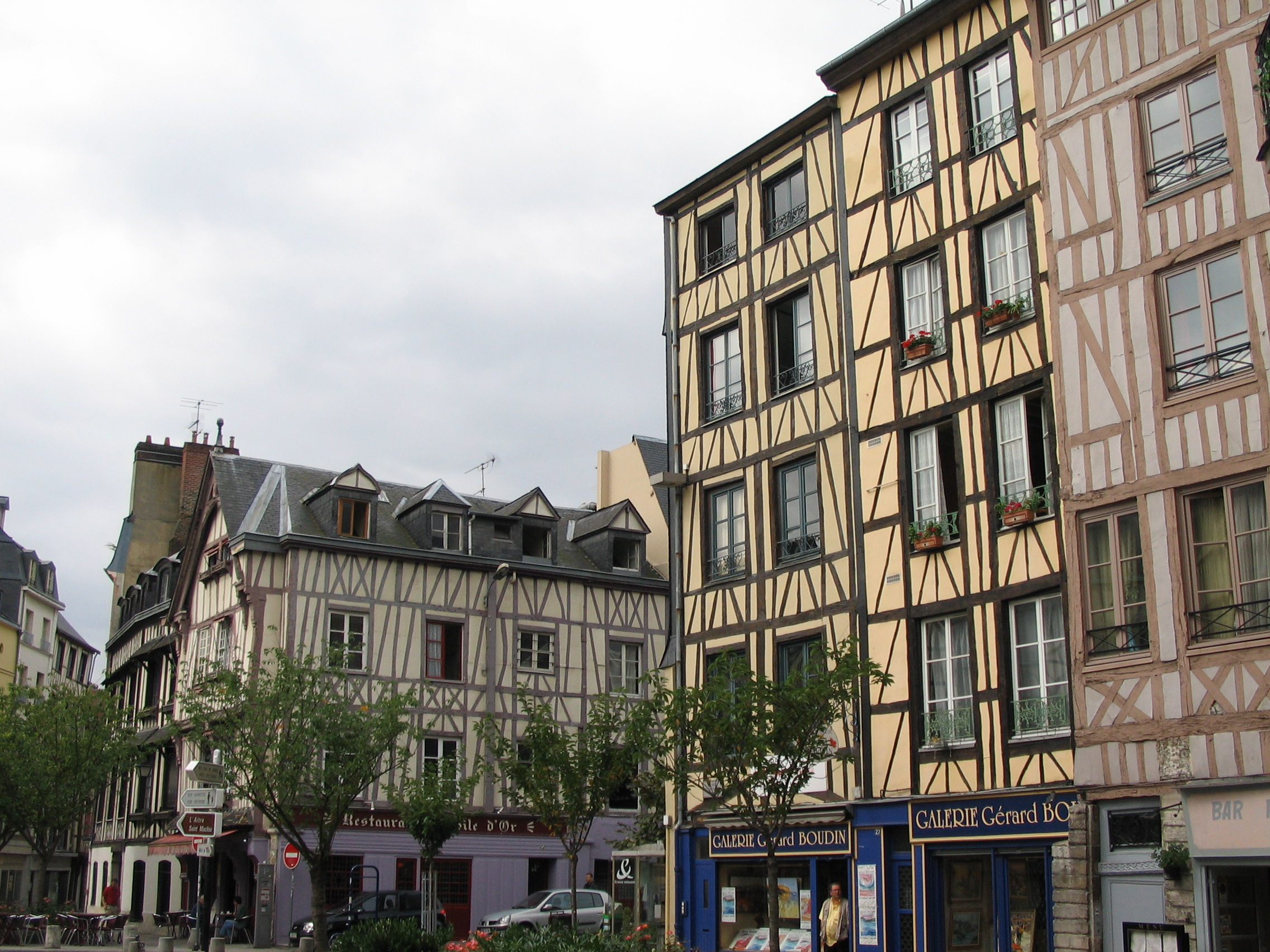
La place, côté sud-ouest.